# Сагама
Сагама (итал. Sagama) — коммуна в Италии, располагается в регионе Сардиния, в провинции Ористано.
Население составляет 204 человека (2008 г.), плотность населения составляет 18 чел./км². Занимает площадь 12 км². Почтовый индекс — 8010. Телефонный код — 0785.
Покровителем коммуны почитается святой Архангел Гавриил, празднование 24 марта.

## Демография
Динамика населения:

## Администрация коммуны
- Официальный сайт: https://web.archive.org/web/20080613083409/http://www.comune.sagama.nu.it/